# Gare de La Tour-du-Pin
Gare de La Tour-du-Pin – stacja kolejowa w Tour-du-Pin, w departamencie Isère, w regionie Owernia-Rodan-Alpy, we Francji.
Jest stacją Société nationale des chemins de fer français (SNCF), obsługiwaną przez pociągi TER Rhône-Alpes.